# Juan Ramón Achúcarro
Juan Ramón Achúcarro Arisqueta (Bilbao, 13 de junio de 1930-ibidem, 7 de marzo de 2018) fue un político liberal-conservador español, economista y abogado.

## Biografía
Juan Ramón Achúcarro Arisqueta nació  en Bilbao el 13 de junio de 1930. Desarrolla su actividad profesional como economista y abogado junto con su labor como concejal en el Ayuntamiento de Bilbao.  Achúcarro desciende de una familia de músicos, siendo su abuelo Aniceto de Achúcarro, uno de los fundadores la Orquesta Sinfónica de Bilbao, el conservatorio vizcaíno y la Sociedad Filarmónica. Hermano del reconocido y premiado pianista Joaquín Achúcarro, medalla de Oro al mérito en las Bellas Artes. Fallece el 7 de marzo de 2018 en su localidad natal a los 87 años de edad.

### Actividad política

#### Primeros pasos en la política
Juan Achúcarro formó parte en los orígenes de Democracia Cristiana Vasca junto con Fernando Buesa ó  Adolfo Careaga. La Democracia Cristiana Vasca se estructuró como un partido político dentro de la Federación Popular Democrática.  Achúcarro participará en enero de 1977 en un llamamiento de unidad para denunciar el fragmentarismo y el personalismo de los grupos y líderes de esta tendencia política. En el País Vasco, tras las elecciones generales de 1977, miembros como Adolfo Careaga, Julen Guimón o el mismo Achúcarro, pasarán a integrarse en la Unión de Centro Democrático de Adolfo Suárez. Tras las elecciones celebradas el 1 de marzo de 1979, el 20 de abril, Achúcarro es nombrado delegado provincial del Ministerio de Obras Públicas y Urbanismo en Vizcaya. En 1982, Achúcarro abandona UCD y pasa a formar parte, junto con Julen Guimón, del Partido Demócrata Popular. 

#### Candidato a alcalde y concejal del Ayuntamiento de Bilbao
En las elecciones municipales del 8 de mayo de 1983 en el País Vasco, acuden en coalición AP, PDP y UL. En el caso de Bilbao, Achúcarro es el candidato a alcalde en representación del Partido Demócrata Popular. La lista la completan Fernando Sánchez de Alianza Popular, Fernando Maura de Unión Liberal y José Miguel Isasi, del PDP entre otros. La Coalición obtiene 26.529 votos, siendo la tercera fuerza más votada, logrando cuatro concejales. Achúcarro sería nombrado Teniente de Alcalde y Delegado de Régimen Interior.
En las elecciones generales del 22 de junio de 1986, Alianza Popular, el Partido Demócrata Popular, y el Partido Liberal se presentan en coalición. La lista de Vizcaya estará encabezada por Adolfo Careaga, Antonio Merino y Juan Achúcarro del Partido Demócrata Popular.
La colación entre Alianza Popular y el Partido Demócrata Popular se rompe en enero de 1987. En las elecciones municipales del 10 de junio de 1987 Achúcarro se vuelve a presentar como candidato a alcalde de Bilbao por Alianza Popular saliendo elegido junto con Pedro Iturmendi Maguregui. En las elecciones generales del 29 de octubre de 1989, encabezará la lista al Senado por el Partido Popular no logrando salir elegido por la circunscripción de Vizcaya.
En 1989, se produce la refundación del Partido Popular. En las elecciones municipales del 26 de mayo de 1991, Juan Achúcarro no se presenta de candidato a alcalde por Bilbao y es el tercero en la lista después de Pedro Iturmendi, candidato a alcalde por el Partido Popular, y Ascensión Pastor Parrés. El PP logrará cuatro concejales, entre los que se van a encontrar el mismo Juan Achúcarro, Pedro Iturmendi, Carlos Iturgáiz y Ascensión Pastor. Esta es su última legislatura como concejal.